# János Pach
János Pach (Hungria, 3 de maio de 1954) é um matemático e cientista da computação húngaro, que trabalha com combinatória e geometria computacional.
Seu tio Pál Turán foi um conhecido matemático húngaro.
Pach recebeu o grau de Candidato de Ciências na Academia de Ciências da Hungria em 1983, orientado por Miklós Simonovits.
É afiliado desde 1977 ao Instituto de Matemática Alfréd Rényi da Academia de Ciências da Hungria.
É desde 2008 professor de matemática da École Polytechnique Fédérale de Lausanne.
Foi palestrante convidado do Congresso Internacional de Matemáticos em Seul (2014: Geometric intersection patterns and the theory of topological graphs).
Recebeu o Prêmio Alfréd Rényi de 1992. Apresentou a Erdős Lectures de 2005.

## Livros
- Pach, János, ed. (1993), New Trends in Discrete and Computational Geometry, ISBN 978-3-540-55713-5, Algorithms and Combinatorics, 10, Springer-Verlag.
- Pach, János; Agarwal, Pankaj K. (1995), Combinatorial Geometry, ISBN 978-0-471-58890-0, Wiley-Interscience Series in Discrete Mathematics and Optimization, John Wiley & Sons.
- Aronov, Boris; Basu, Saugata; Pach, János;  et al., eds. (2003), Discrete and Computational Geometry: The Goodman–Pollack Festschrift, ISBN 978-3-540-00371-7, Algorithms and Combinatorics, 25, Springer-Verlag.
- Pach, János, ed. (2004), Towards a Theory of Geometric Graphs, ISBN 978-0-8218-3484-8, Contemporary Mathematics, 342, American Mathematical Society.
- Pach, János, ed. (2004), Graph Drawing: 12th International Symposium, GD 2004, New York, NY, USA, September 29-October 2, 2004, ISBN 978-3-540-24528-5, Lecture Notes in Computer Science, 3383, Springer-Verlag.
- Brass, Peter; Moser, W. O. J.; Pach, János, eds. (2005), Research Problems in Discrete Geometry, ISBN 978-0-387-23815-9, Springer-Verlag.
- Goodman, Jacob E.; Pach, János; Emo, Welzl, eds. (2005), Combinatorial and Computational Geometry, ISBN 978-0-521-84862-6, MSRI Publications, 52, Cambridge University Press.
- Goodman, Jacob E.; Pach, János; Pollack, Richard, eds. (2008), Surveys on Discrete and Computational Geometry: Twenty Years Later, ISBN 978-0-8218-4239-3, Contemporary Mathematics, 453, American Mathematical Society.
- Pach, János; Sharir, Micha (2009), Combinatorial Geometry and Its Algorithmic Applications: The Alcalá Lectures, ISBN 978-0-8218-4691-9, Mathematical Surveys and Monographs, American Mathematical Society.
- Pach, János, ed. (2013), Thirty essays on geometric graph theory, ISBN 978-1-4614-0110-0, Springer